# Danijel Subašić
Danijel Subašić (* 27. Oktober 1984 in Zadar, SFR Jugoslawien) ist ein ehemaliger kroatischer Fußballspieler. Mit der kroatischen Nationalmannschaft wurde er 2018 bei der Weltmeisterschaft in Russland Vizeweltmeister.

## Karriere

### Vereine
Subašić begann seine Profikarriere beim kroatischen Verein NK Zadar in der Spielzeit 2003/04. Nachdem Zadar am Saisonende 2004/05 in die 2. HNL abgestiegen war, wurde er zum Stammtorhüter des Vereins. 2007 konnte er mit Zadar den Wiederaufstieg in die erste Liga feiern, in der Spielzeit 2007/08 kam er in 27 von 33 Erstligaspielen zum Einsatz und erreichte mit seinem Klub den Klassenerhalt. Im Anschluss wechselte er zunächst per Leihe zum Ligakonkurrenten Hajduk Split. Dort wurde er sofort zur Nummer eins im Tor, woraufhin er in der Winterpause fest von Hajduk verpflichtet wurde. In der Saison 2008/09 stand der Torhüter in 31 von 33 Ligaspielen zwischen den Pfosten seines Vereins, in der Saison 2009/10 wurde er in 28 von 33 Ligaspielen aufgeboten. Subašić gewann mit Hajduk 2010 den kroatischen Pokal und kam dabei in allen sechs Partien des Wettbewerbs zum Einsatz. Zudem absolvierte er in seiner Zeit bei Hajduk Split mehrere Qualifikationsspiele für die UEFA Europa League. Die erfolgreiche Qualifikation für die Endrunde gelang ihm mit Split nur in der Europa League 2010/11; hier kam er in vier von sechs Gruppenspielen zum Einsatz, konnte das Ausscheiden seiner Mannschaft jedoch nicht verhindern.
Im Januar 2012 wechselte Subašić zum französischen Zweitligisten AS Monaco. Auch hier war er sofort gesetzt und absolvierte in der Rückrunde der Saison 2011/12 17 Ligaspiele für seinen neuen Verein. Am letzten Spieltag der Saison schoss er beim Spiel gegen US Boulogne ein direktes Freistoßtor zum 2:1-Endstand. Am Ende der Saison 2012/13 stieg er mit Monaco als Tabellenerster in die Ligue 1 auf und kam dabei in 35 von 38 Ligaspielen zum Einsatz. Sein Debüt in der höchsten französischen Spielklasse gab er am 10. August 2013 bei einem 2:0-Sieg gegen Girondins Bordeaux. Die ersten Saison nach dem Aufstieg beendete er mit Monaco auf dem zweiten Platz der Ligue 1 und trug dabei mit 35 Einsätzen zur Vizemeisterschaft bei.
In der Saison 2016/17 gewann Subašić mit dem AS Monaco die französische Meisterschaft und erreichte das Halbfinale der Champions League. Für seine Leistungen in dieser Spielzeit wurde er zum besten Torhüter der Ligue 1 gewählt und mit einer Trophée UNFP du football ausgezeichnet.
Subašić verpasste den Beginn der Saison 2019/20 aufgrund einer Oberschenkelverletzung wurde in den ersten Spielen von Neuzugang Benjamin Lecomte vertreten. Nach seiner Verletzung kehrte er jedoch nicht ins Tor zurück, sondern wurde dauerhaft von Lecomte aus der Startelf verdrängt. Ende Juni 2020 verließ er den AS Monaco mit Auslaufen seines Vertrags. In achteinhalb Jahren Vereinszugehörigkeit absolvierte er wettbewerbsübergreifend 292 Pflichtspiele für Monaco.
Nach einem Jahr Vertragslosigkeit schloss er sich im September 2021 seinem alten Verein Hajduk Split an. Dort absolvierte er in den folgenden zwei Spielzeiten zwar nur noch sieben Pflichtspiele, gewann dabei aber 2022 den nationalen Pokal. Im Sommer 2023 beendete der Torhüter dann seine aktive Karriere.

### Nationalmannschaft
Subašić debütierte am 14. November 2009 in einem Freundschaftsspiel gegen Liechtenstein in der kroatischen Nationalmannschaft; zuvor hatte er 2006 sechs Partien für die kroatische U-21-Auswahl bestritten. Von Nationaltrainer Slaven Bilić wurde Subašić in das Aufgebot für die Europameisterschaft 2012 in Polen und der Ukraine berufen, blieb aber ohne Einsatz.
Nachdem Stipe Pletikosa nach der Fußball-Weltmeisterschaft 2014 seine Nationalmannschaftskarriere beendet hatte, rückte Subašić zur neuen Nummer 1 auf. In der erfolgreichen Qualifikation für die Fußball-Europameisterschaft 2016 in Frankreich bestritt er alle Spiele und wurde anschließend in das kroatische Aufgebot aufgenommen. Auch während des Turniers war er Stammtorhüter und stand bei allen vier Spielen bis zum Ausscheiden im Achtelfinale zwischen den Pfosten.
Subašić nahm mit der Nationalmannschaft an der Weltmeisterschaft 2018 in Russland teil und wurde Vizeweltmeister. Er hatte entscheidenden Anteil am Erfolg der kroatischen Mannschaft: Im Achtelfinale parierte er drei Elfmeter im Elfmeterschießen gegen Dänemark, im Viertelfinale hielt er einen weiteren Elfmeter gegen Gastgeber Russland. Nach der WM 2018 trat er aus der kroatischen Nationalmannschaft zurück.

## Erfolge
Hajduk Split
- Kroatischer Pokalsieger: 2009/10, 2021/22

AS Monaco
- Französischer Zweitligameister: 2012/13
- Französischer Meister: 2016/17

Nationalmannschaft
- Vizeweltmeister: 2018

Auszeichnungen
- Torhüter des Jahres der Ligue 1: 2016/17